# 우뤄잉
우뤄잉(중국어: 吳洛纓, 한자음: 오락영, 1968년 8월 16일 ~ )는 무대 감독, 각본가이다. 신베이시 반차오구에서 태어났다.

## 방송
- K가·정인·몽
- 와! 진이군
- 아원의